# Мери-Кејт Олсен
Мери-Кејт Олсен (енгл. Mary-Kate Olsen) је америчка глумица, најпознатија као део глумачког дуа Мери-Кејт и Ешли, заједно са својом близнакињом Ешли Олсен.

## Каријера

### Рад близнакиња
Мери-Кејт је започела своју каријеру са само девет месеци, када су обе добиле улогу Мишел Танер у телевизијској серији Пуна кућа, 1987. године. Да би се испунио закон о раду мале деце на телевизији, сестре су морале на смену да глуме малу Мишел. Обе близнакиње су навођене као „Мери-Кејт Ешли Олсен“, да би се током приказивања доказало да су девојчице близнакиње, и да глуме на смену, свака ограничен број сати (по закону).
Након серије Пуна кућа, Мери-Кејт и њена сестра Ешли су наставиле са снимањем телевизијских филмова, постајући врло популарне током касних 1990-тих и раних 2000-тих. Њихова имена су постале профитабилна индустрија. Све што је носило њихова имена, продавало се - одећа, књиге, часописи, филмови и постери. Фирма Мател је чак у периоду 2000 — 2005. правила лутке са ликом сестара.
Глумиле су у видео серији 'Авантуре Мери-Кејт и Ешли, затим у серији телевизије Еј-Би-Си Two of A Kind, као и у серији So Little Time. У емисији 100 највећих дечјих звезда, коју је радила телевизија Ви-Ејч 1, близнакиње су се нашле на трећем месту.
Њихов последњи заједнички рад био је филм 'Минут у Њујорку, који су снимиле 2004. године. Очекивано је да филм лансира девојке у озбиљније филмове за одрасле, филм је финансијски доживео пропаст. 2004. године, сестре су добиле своју звезду на холивудском Булевару славних.

### Рад одвојено
Њена прва соло улога била је улога у филму Девојка Фактор, који је пуштен у биоскопима у децембру 2006. године. 2007. године прихватила је улогу у серији Weeds, улогу Таре Линдман, и очекује се да ће глумити у десет епизода ове серије. Појављује се и у филму The Wackness (2008), а Оскаровац Сер Бен Кингсли је о њој рекао: „Мери-Кејтина глума овог лика је сјајна. Она је професионалац. То чини сцену успешном. Она је у овом послу много дуже него ја“.

### Филмска компанија
2004. године, Мери-Кејт и Ешли су постале директори своје компаније "Dualstar" (која је основана 1993. године, пратећи успех серије 'Пуна кућа). Производи ове компаније продају се у више од 3 000 продавница у САД и више од 5 000 у свету. Форбес их од 2002. године учвршћује на своју листу најбогатијих људи на свету, а сестре су се 2007. године нашле на 11. месту Форбесове листе најуспешнијих жена у овом послу, са зарадом од више од 100 милиона долара.

### Модни дизајнер
Компанија Wal-Mart већ дуг низ година у својим продавницама продаје одећу коју су дизајнирале сестре Олсен. Њихова линија продавала је одећу за девојке од 4 до 14 година, а линија је названа Mary-Kate and Ashley: Real fashion for real girls. 2006. су рекламирале одећу компаније Badgley Mischka, а у међувремену су лансирале неколико својих модних колекција, које су биле врло успешне у САД и широм планете.
2007. године су лансирале колекцију Елизабет и Џејмс, у којој су се нашли многи винтажни уникати из њихове личне колекције, као и неке ствари из њихове личне гардеробе.

## Приватни живот
2005. године, Мери-Кејт је раскинула своју везу са младим Грком Ставросом Ниакросом Трећим, наследником породичне компаније која се бави бродоградњом. Она је потврдила да је то један од узрока зашто је напустила Универзитет у Њујорку и преселила се у Лос Анђелес. Кривац за овај раскид је контроверзна наследница Парис Хилтон, која је одмах по раскиду близнакиње Олсен и Ниакроса отпочела везу с њим. „Парис и ја смо увек имале само лепе речи да кажемо једна о другој“, рекла је тада Мери-Кејт, „Сада, претпостављам да можете да напишете да ми више не разговарамо“.
Мери-Кејт тренутно живи сама у Лос Анђелесу, док њена сестра Ешли живи у Њујорку. „Ми се и даље чујемо сваки дан“, рекла је Мери-Кејт. Било је много трачева да је била у вези са покојним глумцем Хитом Леџером пред његову смрт, али је она то порекла, рекавши да су они били само пријатељи и да она много саосећа са његовом породицом.

### Проблеми са здрављем
2004. године, Мери-Кејт је шокирала јавност катастрофалним губитком тежине. Мери-Кејт је потврдила да има поремећаје у исхрани, вероватно анорексију, и пријавила се на лечење ове болести. Пушач је, као и њена сестра Ешли.